# Bloedrode juweelbaars
De bloedrode juweelbaars (Cephalopholis cruentata) is een straalvinnige vis uit de familie van zaagbaarzen (Serranidae), orde baarsachtigen (Perciformes), die voorkomt in het westen van de centrale Atlantische Oceaan.

## Beschrijving
De bloedrode juweelbaars kan maximaal 42 centimeter lang en 1130 gram zwaar worden. De vis heeft één rugvin met negen stekels en 13-15 vinstralen en één aarsvin met drie stekels en acht vinstralen.

## Leefwijze
De bloedrode juweelbaars is een zoutwatervis die voorkomt in subtropische wateren. De soort is voornamelijk te vinden in kustwateren op een diepte tot maximaal 170 meter.
Het dieet van de vis bestaat hoofdzakelijk uit macrofauna en vis.

## Relatie tot de mens
De bloedrode juweelbaars is voor de visserij van beperkt commercieel belang. Voor de mens is deze juweelbaars potentieel gevaarlijk, omdat er meldingen van ciguatera-vergiftiging zijn geweest.
De soort staat niet op de Rode Lijst van de IUCN.